# L'Alqueria d'Asnar
L'Alqueria d'Asnar är en ort i Spanien.   Den ligger i provinsen Provincia de Alicante och regionen Valencia, i den östra delen av landet, 300 km sydost om huvudstaden Madrid. L'Alqueria d'Asnar ligger 419 meter över havet och antalet invånare är 415.
Terrängen runt L'Alqueria d'Asnar är kuperad.Runt L'Alqueria d'Asnar är det glesbefolkat, med 20 invånare per kvadratkilometer. Närmaste större samhälle är Alcoy, 8,4 km sydväst om L'Alqueria d'Asnar. Trakten runt L'Alqueria d'Asnar består till största delen av jordbruksmark.